# Trebež (Brežice, Slovenija)
Trebež je naselje u Općini Brežice u istočnoj Sloveniji. Trebež se nalazi u pokrajini Štajerskoj i statističkoj regiji Donjoposavskoj. 

## Stanovništvo
Prema popisu stanovništva iz 2002. godine Trebež je imao 283 stanovnika.